# Umlaufbestand
Umlaufbestand (auch: Ware in Arbeit; englisch work in process) ist in der Betriebswirtschaftslehre die Menge an Beständen, welche durch freigegebene Aufträge in den einzelnen Stufen der laufenden Produktion gebunden ist. Damit sind in Arbeit befindliche Materialien ebenso gemeint wie in Warteschlangen oder Puffern liegende. 

## Umlaufbestand aus Sicht der Produktion und Logistik
Eine wesentliche Aufgabe der Produktionsplanung und -steuerung (PPS) ist es, Umlaufbestände möglichst gering zu halten. Sie binden Liquidität, Kapital und Platz, verursachen oft zusätzliche Transporte und gelten, soweit sie nicht unmittelbar in Bearbeitung sind, grundsätzlich als Verschwendung (Muda).